# Call of Duty: Black Ops 6
『Call of Duty: Black Ops 6』（コール オブ デューティ ブラックオプス 6）は、アクティビジョンより2024年10月25日に発売されたファーストパーソン・シューティングゲーム。「コール オブ デューティ」本編の21作目。略称は『CoD:BO6』。
「ブラックオプス」本編の6作目であり、2020年に発売された『コール オブ デューティ ブラックオプス コールドウォー』（ブラックオプス 5、略称: BOCW）の続編である。2025年に本作の続編となる『Call of Duty: Black Ops 7』が発売予定。

## 概要
TreyarchとRaven Softwareによって開発され、キャンペーンモードはRaven Softwareが担当した。『コール オブ デューティ ウォーゾーン (2022年のゲーム)』（Warzone）および『コール オブ デューティ ウォーゾーンモバイル』（Warzone Mobile）とのクロスプログレッションに対応し、ゲームデータの根幹も2022年から登場しているモダン・ウォーフェアIIをベースとした「Call of Duty®」（旧称: Call of Duty HQ）で展開される。キャッチコピーは「手段は選べない。内通者がいる。」。新アクションにはダッシュ、スライディング、飛び込みが全方位に可能となる「オムニムーブメント」（Omnimovement）、仰向けの伏せ撃ち姿勢、敵を盾にするボディシールドが追加された。動作に関するアシストの設定は「インテリジェントムーブメント」（Intelligent Movement）と名付けられた。
PS5・PS4・XSXS・XONEのパッケージ版の国内販売は日本マイクロソフトが担当。日本語版の名称は英語に変更された。CoDシリーズとしては初めて発売日からXbox Game Passに対応。PC版はMicrosoft Store、 Battle.Net、Steamで配信された。発売から30日間の総プレイヤー数、プレイ時間、マッチ数がCoDシリーズ史上最大を記録した。

## 沿革
- 2024年
  - 8月31日～9月5日（日本時間）：本作の予約購入者とGame Passユーザー、招待コードの所有者向けに「オープンベータ・ウィークエンド1」を開催。
  - 9月7日～9月10日（日本時間）：全プレイヤーが参加可能な「オープンベータ・ウィークエンド2」を開催。
  - 10月22日：本作のリリースに先駆けデジタル版予約購入者向けにプリロードがスタート。同時に配信されたアップデートでCall of Duty HQがCall of Duty UI(Call of Duty®)にリニューアル。
  - 10月25日：リリースと同時にプレシーズンが開幕[23]。
  - 11月15日：シーズン01が開幕。『ウォーゾーン』が本作に統合され、オムニムーブメントなどの新要素が使用できるようになった。また、家庭版では「Call of Duty®」本編データが17GB程度に修正され、BO6の追加本編データは約150GBとなる。
  - 12月6日：シーズン01・リローデッドが開幕。
- 2025年
  - 1月29日：シーズン02が開幕。
  - 2月21日：シーズン02・リローデッドが開幕。
  - 4月3日：シーズン03が開幕。
  - 5月2日：シーズン03・リローデッドが開幕。
  - 5月30日：シーズン04が開幕。
  - 7月3日：シーズン04・リローデッドが開幕。
  - 8月8日：シーズン05が開幕。

## ストーリー
東西冷戦の終結後、湾岸戦争が始まった1991年が舞台のスパイアクション。BOCWから10年後であり、『コール オブ デューティ ブラックオプスII』（略称: BO2）のウッズの過去編（1989年）と未来編（2025年）の間を描く。なお、BO2では過去回想編の最後にプレイヤー次第でアレックス・メイソンの生死を分けるミッションがあるが、今作ではメイソン死亡エンドが正史として採用される。

## キャンペーンステージ
“ビショップがルークを取る” - William “Case” Calderon、クウェート アル・ジャハラ、1991年1月23日 05：20
ケースはマーシャルやハロウと共に“パンテオン”という準軍事組織と取引したサッダーム・フセイン政権の国防大臣、サイード・アラウィを奪還する。しかし1年以上失踪していたラッセル・アドラーが現れ、アラウィを射殺してしまう。マーシャルらが直ちに取り押さえるが、アドラーはウッズへ『ビショップがルークを取る』という伝言を託す。
ルーク：到着 - William “Case” Calderon、ブルガリア ブルガス州、1991年1月29日 07：32
アドラーの言う「ルーク」とは15年前にアドラーがウッズと共に見つけたブルガリアにあるKGBの隠れ家だった。
血の抗争 - William “Case” Calderon、アヴァロン 地中海沿岸、1991年1月30日 21：00
マーシャルらは、アドラーに雇われパンテオンを追っていた暗殺者、セヴァティ・デュマに辿り着く。ケースはセヴの仕事に同行し、かつてセヴが雇われていたアヴァロンの犯罪派閥の一つ「ギルド」のブローカーであるヤニックとパンテオンとの通話を盗聴した後、ヤニックを排除。そのまま見返りとして、ギルドの幹部会議に乗り込み幹部を一掃する。
ルーク：集結 - William “Case” Calderon、ブルガリア ブルガス州、1991年1月31日 08：14
ケースはセヴを、マーシャルは元シュタージの天才技術者フェリックス・ニューマンを仲間にして連れ帰る。
最重要指名手配 - William “Case” Calderon、アメリカ合衆国 ワシントンD.C.、1991年2月2日 21：10
ケースとマーシャルは捕らわれたアドラーを救うためビル・クリントンの政治資金パーティーに潜入する。ケースはアドラーがいるブラック・サイトの光彩スキャナーを通るために、アクセス権を持つ議員に接近して目の写真を撮影し、ブラック・サイトへの侵入に成功する。施設は既にパンテオンによる襲撃が始まっていたが、セヴとニューマンの支援もありアドラーを脱獄させる。
ルーク：再集結 - William “Case” Calderon、ブルガリア ブルガス州、1991年2月3日 11：03
ケースらはアドラーから、アラウィが『パンテオンがフセインから極秘の施設を使用する代わりに「クレードル」という実験兵器を渡し、フセインの宮殿の一つに輸送中である』と言い遺したことを聞く。
猟兵参戦 - William “Case” Calderon、イラク アンバール県、1991年2月5日 06：14
ケースらはSASの宮殿爆撃を遅らせるために、ヘレン・パークの案内の元デルタフォースとしてイラク軍のスカッドランチャー破壊に協力する。
クレードル - William “Case” Calderon、イラク サダムの宮殿、1991年2月5日 07：48
ケースらはサダムの宮殿の地下バンカーに突入し、クレードルのサンプルとディスク、ロシア語のメモを回収。クレードル開発のプロジェクトリーダーがロシアの科学者マトヴェイ・グセフであること、クレードルはアメリカ国内の研究施設「コスパー・ソリューションズ」で作られたことが判明する。
ルーク：和解 - William “Case” Calderon、ブルガリア ブルガス州、1991年2月6日 13：04
ケースはマーシャルがハロウと音信不通になったことを耳にする。
覚醒 - William “Case” Calderon、アメリカ ケンタッキー州東部、1991年2月7日 08：49
ケース、マーシャル、セヴは10年ほど前にアドラーが働いていた「コスパー・ソリューションズ」に侵入する。しかしケースは二人と逸れてしまった上にガスマスクが壊れガスを吸ってしまう。武器も連絡手段も無い中、脳内に流れてくる謎の女性の声に従いながら、ゾンビと化した大量の被験者を倒しつつ、マーシャルらが待つバイオテクノロジー塔を目指す。
ルーク：修復 - William “Case” Calderon、ブルガリア ブルガス州、1991年2月10日 09：15
フェリックスがディスクを解析した結果、クレードル開発にハロウが関わっていたこと、グセフの発した「Bの24、フチーナからの送金を待っている」という言葉の「フチーナ」とはカジノ・ルタッツィのことであると判明する。
大博打 - William “Case” Calderon / Troy Marshall / Felix Neumann / Sevati Dumas、アヴァロン カジノ・ルタッツィ、1991年 2月11日 19：45
チームはカジノ・ルタッツィの貸金庫「B24」に何があるのかを探るべくカジノ・ルタッツィに潜入。貸金庫のセキュリティは金庫内からしか開けられないため、手分けして工作活動を行う。
防犯カメラのハッキングと捕虜として貸金庫近くの尋問室に連れて行かれる役をケース、職員のキーカード入手をマーシャル、キーカードの再プログラムをフェリックス、キーカードを用いた武器庫とエレベーターの確保をセヴが行う。ケース以外の三人は強盗を装い金庫に侵入し、ケースのために貸金庫のセキュリティを解除する。
ルーク：接触 - William “Case” Calderon、ブルガリア ブルガス州、1991年2月11日 21：36
回収した貸金庫の記録には、パンテオンがルタッツィを通じてイラク南部の研究所にいるグセフに送金していたことが示されていた。
しかし一人イラクに残ってグセフを追跡していたアドラーから、グセフはクウェートの空港に向かっていると連絡が入る。
地上管制 - William “Case” Calderon、クウェート アル・ジャハラ、1991年2月13日 11：52
ケースらはアドラーの戦友であり部下であったローレンス・シムス大尉の助力も得て、グセフを確保。クレードルは元々ハロウによりアメリカの研究所から持ち込まれたもので、パンテオンがイラクの研究所で伝染性に変え、かつてソ連の収容所があったヴォルクタに生産設備を備えた研究所があると言う。
暗躍 - Sevati Dumas / William “Case” Calderon、ソビエト連邦 ロシア・ソビエト連邦社会主義共和国 ヴォルクタ、1991年2月15日 06：52
クレードル確保のため、チームはヴォルクタに潜入する。
セヴがパンテオン兵士に変装して基地のレーダー、駐機しているヘリコプター、SAMサイトを無力化した後、ケースらが突入。
クレードルは既に出荷されていたが、地下の研究室で指揮をとっていたハロウを捕縛する。
ルーク：尋問 - William “Case” Calderon、ブルガリア ブルガス州、1991年2月16日 07：50
チームはハロウをルークに連れ帰るが、ハロウの腕には追跡装置を仕込んでいた。
マーシャルらがルークの守りを強化する間、アドラーは「フェノソラジン」という自白剤の投薬準備を進める。
分離不安 - Jane Harrow、ブルガリア ブルガス州、1991年2月16日 10：05
アドラーは最後の手段として多重人格障害を引き起こす自白剤を投与し、良心の残るハロウA（仮称）に尋問する。
ハロウAは自身の記憶を辿ってクレードルの在処を思い出すために、カギとなる3つの割れた鏡の欠片を探す。精神世界の中で自分の部屋の隅で泣く幼い頃の自分を見つける。
ハロウの両親は共にCIA職員だったが、ある日幼いハロウの目の前で何者かによって殺害されてしまっていたのだった。
チェックメイト - William “Case” Calderon、ブルガリア ブルガス州、1991年2月16日 10：20
ハロウの尋問中、発信機を追ってパンテオンがルークに押しかけてくる。ケースらはウッズに尋問を任せてルークの防衛に就く。
分離不安：嘘 - Jane Harrow、ブルガリア ブルガス州、1991年2月16日 10：27
ウッズにより尋問は続く。
ハロウは両親のようにCIAに入り、ラングレーにスカウトされて昇進を続けるも、最高機密の保管庫に入れるようになった頃には両親の事件のファイルは無くなっていた。
しかしある日、オフィスにパンテオンから両親の事件に関するディスクが届く。ディスクには、事件はエマーソン・ブラックが指示し、アドラーが実行したと記されていた。
このことをきっかけに、ハロウは『身内すら手にかけるような腐敗したCIAが新たな世界秩序を操る存在になることを阻止する』という復讐心の塊であるハロウB（仮称）に支配されていく。
チェックメイト：起爆 - William “Case” Calderon、ブルガリア ブルガス州、1991年2月16日 10：35
ルークを様々な角度から攻撃してくるパンテオンを食い止めるため、フェリックスはルークへ渡る橋にC4を仕掛けるが被弾してしまう。ケースは、ハンドガン片手にフェリックスを退避させる。
分離不安：真実 - Jane Harrow、ブルガリア ブルガス州、1991年2月16日 10：45
ハロウAは遂に真実に辿り着く。
パンテオンの最終目的は、ワシントンD.C.の議事堂一帯でクレードルを利用した偽旗作戦を行い、かつてクレードル開発の失敗でパンテオンの存在を無きものにしたリヴィングストンを失脚させ、ハロウを後釜に据えてCIAを完全に掌握することであった。
チェックメイト：黒海 - William “Case” Calderon、ブルガリア ブルガス州、1991年2月16日 10：57
ついに薬の効果が切れ、ハロウは完全にハロウBに支配されてしまった。同時にルークの防衛線が突破され、ハロウはヘリコプターで脱出しようとする。
ケースはハンドガン片手にヘリに飛び乗り、ハロウと対峙するがハンドガンが暴発してパイロットが即死し、機体は海に墜落してしまう。
ハロウは脱出しようとするもドアは水圧で開かず、二人は浸水する機内で肉弾戦を繰り広げる。ケースはハロウが怯んだ隙に近くにあったクレードルの瓶で殴りつけ、弾みでクレードルが漏れ出してしまう。クレードルによって凶暴になったケースは薄れゆく意識の中で、力の限りハロウの首を締め付ける。
エンディング
2週間後。チームはリヴィングストンに呼び出される。リヴィングストンはチームに謝罪し、新たな脅威に対応するためにチームの復帰を命じる。
その頃、リヴィングストンのオフィスでパソコンに向かう一人の男がいた。その男こそ、CIAに潜むパンテオンの二重スパイ、ジャクソン・ケインであった。

## 登場人物

### CIA関係者
ウィリアム・"ケース"・カルデロン
本作の主人公。
その正体は本編の10年ほど前に行われたクレードル実験の被験者の生き残り。
アレックス・メイソンや現役時代のウッズに劣らぬ程の戦闘能力を持ち、マーシャル始めチームメンバーには強く信頼されている。その信頼の大きさは、脱出できるという前提で敢えてケースを囮にする作戦を複数回立案させる程。
トロイ・"マーシャル"
吹き替え：清水優譲
ウッズの弟子で、強い倫理観を持ったリーダー的存在。
ジェーン・"ハロウ"
吹き替え：金田愛
CIA・SADの女性指導責任者。リヴィングストン直属の部下。トロイとは親しい関係で信頼も厚い。両親もCIA局員で、幼少期に何者かに殺害された。
"フェリックス"・ニューマン
吹き替え：北沢洋
天才肌のエンジニア。ドイツ人で元シュタージのエージェントだった。
しかしシュタージの残忍さに嫌気が差し、西ドイツに亡命し以後は不殺を誓う。
セヴァティ・"セヴ"・デュマ
吹き替え：小若和郁那
謎多き暗殺者。元々はアヴァロンの最大派閥「ギルド」に拾われたモロッコのストリートチルドレンだった。
かつてギルドでパスカルという男と関係を持っていた。次第に信頼を重ね「ギルド」幹部に足を洗いたいと言うも、嵌められて自らの手でパスカルを殺めてしまう。
ダニエル・"リヴィングストン"
吹き替え：山野井仁
CIA・SAD局長。かつてはパンテオン支部のクレードル開発を援助していたが、施設の事故によりクレードル開発の停止とパンテオン支部解散を命じる。

### 『BOCW』からの登場人物
ラッセル・"アドラー"
吹き替え：間宮康弘
『BO2』後の1990年3月、ラウル・メネンデスからの送金記録を捏造され、メネンデスのスパイだとの疑惑を持たれ失踪。ハドソンから死の数週間前に、CIAに浸透した準軍事組織『パンテオン』の情報を聞き独自に調査している。
フランク・"ウッズ"
吹き替え：星野貴紀
1989年にラウル・メネンデスに足を撃たれ、今回は退役軍人として車椅子に乗りながら本部や司令室で指示を出す。
アレックス・"メイソン"
名前のみ登場。『BOCW』のプレイヤーキャラクターの一人で、『BO』及び『BO2』の主人公。CIAの工作員で、ウッズの相棒だった男。過去にヴォルクタ収容所に収容されていた経験がある。
1989年にメネンデスに嵌められたウッズによって誤って射殺される。
ジェイソン・"ハドソン"
名前のみ登場。CIAの工作員で、メイソンとウッズの担当官だった男。1989年にメネンデスによって喉を切り裂かれ殺害される。
死ぬ数週間前、アドラーにCIAに潜入した準軍事組織の噂を教える。
ローレンス・"シムス"
吹き替え：祐仙勇
アメリカ中央軍大尉。元CIAの工作員で、アドラーの部下だった男。アドラーの失踪によりラングレーを辞めて陸軍に復帰する。
ヘレン・"パーク"
吹き替え：木下紗華
MI6の工作員の女性。サダムの宮殿を破壊しようとするSASを抑える代わりにイラク軍のスカッドミサイル破壊をケースらに要求する。
エマーソン・ブラック
名前のみ登場。SADの幹部。1960年、ハロウの両親を殺害する「レッドスイープ作戦」の実行を命じた。
ディミトリ・ベリコフ
名前のみ登場。CIAと繋がるKGBの二重スパイ。「ルーク」が党中央委員会も非公認の分裂グループの拠点であったと推測する。
ヴィホル・"スティッチ"・クズミン
吹き替え：楠見尚己
ペルセウスの側近。アイスランドにあるCIAのブラックサイトに収監されていたもののアドラー達によって脱獄させられ、ハドソンが残した手がかりを解き明かす鍵として手を組むことになる。

### 多国籍軍
グラドニー
吹き替え：佐藤晴男
イラクで活動するSASの指揮官。
バノン
吹き替え：蒔田宏平
同じくイラクで活動するデルタフォースの指揮官。

### パンテオン
マトヴェイ・"グセフ"
吹き替え：岩中睦樹
クルーデル開発のプロジェクトリーダー。元ソビエトの生物兵器プログラム「バイオプレパラート」科学者。
ジャクソン・"ケイン"
吹き替え：中村和正
CIA工作員。アメリカ海兵隊でベトナム戦争に参戦した後CIAに入局。過去に兄弟をレバノンの戦地で失った過去を有する。リヴィングストンの部下として働く一方パンテオンの一員として暗躍し、キャンペーン終了後は本作でのリーダーに変わる新しい中核になることが示唆されている。
マルチプレイヤーでは「クリムゾン・ワン」というチームのリーダーを務めている。

### イラク
サイード・アラウィ
吹き替え：藤田将利
イラクの国防大臣。サダム・フセインの側近の一人でCIAに拉致される。

### ギルド
ヨハン・エッサイディ
吹き替え：相馬康一
ギルドの頭目。
ヤニック・デュフール
吹き替え：岩河拓吾
ギルドの幹部の一人。資金調達係でありパンテオンとの取引を仕切る。
オマール・セギール
吹き替え：岩河拓吾
ギルドの幹部の一人。エッサイディの用心棒。
アミナタ・シー
吹き替え：葉瀬ふみの
ギルドの幹部の一人。交渉担当。

### その他
ジャック・マッケナ
吹き替え：広瀬彰勇
アメリカ上院議員。裏で犯罪組織やパンテオンと繋がりがある。
ミリアム・マッケナ
吹き替え：葉瀬ふみの
ジャック・マッケナ議員の妻。
ガブリエル・アルマート
吹き替え：藤井啓輔
ニューヨークの犯罪組織のフィクサー。
ドウェイン・グリシャム
吹き替え：藤田将利
アルドレイン・エナジーの警備主任。元海軍特殊戦開発グループ。

## マルチプレイモード
今作ではMWII、MWIIIに登場する銃・オペレーターの互換性が一度打ち切られたものの、ウォーゾーン2.0やウォーゾーンモバイルでは引き続きMWII、MWIII、BO6すべての銃・オペレーターを使いまわすことが可能となった。これにより、CoDランチャーの本編データが軽量化し、MWIII以前と異なりウォーゾーンのデータがBO6本編から分割された。前作『CoD:MWIII』に引き続き、バトルロワイヤルモード「ウォーゾーン（2022）」と「ウォーゾーンモバイル」が今作シーズン01開幕時に統合された。
今作は「ガンスミス」システムが引き続き採用されており、アタッチメント等で幅広いカスタマイズが可能となっている。
また、『ウォーゾーン』で複数作品で名称が重複した武器がそれぞれ別物として扱われたことを踏まえ、本作では武器名称がリブート版MWシリーズと重複しない仕様になっている（※「Bryson 800」→「Marine SP」など）。

### コアマップモード
チームデスマッチ
6対6で行うチーム戦。先に100キルしたチームが勝利 。
キルオーダー
スポーン時にランダムで敵と味方一名ずつHVTが設けられる変則型チームデスマッチ。HVTをキルするとボーナススコアを獲得可能。先に150ポイント以上獲得したチームが勝利。
ドミネーション
3箇所ある拠点を奪い合う。先に200ポイントに到達したチームが勝利。
ハードポイント
一定時間で入れ替わる目標を奪い合う。先に250ポイントに到達したチームが勝利。
サーチ&デストロイ
マップ上に設置された爆弾の起爆・解除を交互に行うラウンド制モード。リスポーン不可で先に6ラウンド制したチームが勝利。「シーズン03」では10対10で行う『10V10 サーチ アンド デストロイ』が期間限定で開催された。
コントロール
攻防側に分かれ、指定されたゾーンの制圧・防衛を行うラウンド制モード。先に3ラウンドを制したチームが勝利。
ヘッドクォーター
防衛側と攻撃側に分かれて司令部を奪い合う。制圧中のチームは全滅するまでリスポーン不可。先に200ポイントに到達したチームが勝利。
キルコンファーム
敵が落としたタグを回収していく。制限時間は10分で先に75ポイント獲得したチームが勝利。
フリー フォー オール
最大8人で行う全員が敵となるモード。先に30キルしたプレイヤーが勝利。

### パーティモード
ガンファイト
ストライクマップ（小規模マップ）で指定された武器クラスを用いて行う2対2のラウンド制モード。リスポーン不可で先に6(最大8)ラウンド制したチームが勝利。「シーズン02」では3対3で行う『サードホイール ガンファイト』が、「シーズン03」では6対6で行う『6V6 ガンファイト』がそれぞれ期間限定で開催された。
インフェクテッド
プレシーズン期間中に追加。生存者と感染者に分かれ、感染者側は生存者を倒して感染者を増やしていく。制限時間内に生存者が1人でも生き残れば生存者側、全員が感染者になれば感染者側の勝利となる。「シーズン01・リローデッド」では感染者がホリデー仕様と化した『インフェクシャス ホリデー』が期間限定で開催された。
プロップハント
「シーズン01」にて追加されたシリーズおなじみのかくれんぼ戦。プロップ側とハンター側に分かれ、プロップ側はリスポーン不可でマップに応じたオブジェクトとして隠れ、ハンター側は30秒おきにプロップから発せられる口笛の音を頼りにプロップを捜索・排除していく。
ガンゲーム
「シーズン02」にて追加された変則型フリー フォー オール。マッチごとに異なる20種類の武器を1キルごとに入れ替えながら進行していく。近接攻撃でキルすれば倒した相手の進行状況を一段階戻すことができる。先に20番目の武器でキルしたプレイヤーが勝利となる。
シャープシューター
「シーズン03」にて追加された変則型フリー フォー オール。ロードアウトが45秒おきに入れ替わっていき、キルを重ねるとボーナス能力やスコア2倍を獲得可能。先にスコアを3000獲得したプレイヤーが勝利となる。

### アップデートで追加されたコアマップモード・プレイリスト
ランサック
「シーズン01」にて追加。ゴールドをマップ上にある木箱から回収するか敵の金庫から強奪し、自チームの金庫に預けてそれを防衛する。「シーズン01・リローデッド」ではゴールドがクッキーに置き換えられた『ランスナック』が期間限定で開催された。
オーバードライブ
「シーズン02」にて追加された変則型チームデスマッチ。キルすることで発生する「スター」を集めてその数を競う。キルを重ねていくとタイマーが切れるかデスするまでの間特殊効果を発動することが可能。先にスターを175個以上獲得したチームが勝利となる。
サードパーソンモッシュピット
「シーズン03」にて追加された3人称視点で行うチームデスマッチ・ドミネーション・ハードポイント・キルコンファームのプレイリスト。
カオスニュークタウン
「シーズン03」にて追加された10対10でスコア・タイムリミットが通常時より倍になったニュークタウンで行うチームデスマッチ・ドミネーション・ハードポイント・キルコンファームのプレイリスト。「シーズン03・リローデッド」ではマップが「ブレイズタウン」に変更された『カオスブレイズタウン』が開催された。
チームエリミネーション
「シーズン04」にて追加された変則型キルコンファーム。敵が落としたタグを拾い、敵のライフを削っていく。一定数デスするとリスポーンできなくなる。先に3ラウンド制したチームが勝利となる。

### 期間限定モード・プレイリスト
レッドライト グリーンライト
「シーズン01・リローデッド」にて開催された『イカゲーム』とのコラボモード。最大40人・3ラウンド制で、同作に登場する「だるまさんが転んだ」ゲームの要領で展開される。ラウンド2以降は落ちているナイフを拾うことで他のプレイヤーを倒すことが可能。全ラウンドで時間内にゴールまで辿りつければ着順関係なくクリアとなる。
ペンタスロン
「シーズン01・リローデッド」にて開催された『イカゲーム』とのコラボモード。ピギーバンク チームデスマッチ・キルコンファーム・ドミネーション・ハードポイント・ルーレットを2分毎に行っていく(順はランダム)。先に150ポイント獲得したチームが勝利となる。
イカゲーム モッシュピット
「シーズン01・リローデッド」にて開催された『イカゲーム』の要素を盛り込んだチームデスマッチ・ドミネーション・ハードポイントのプレイリスト。
TMNT モッシュピット
「シーズン02・リローデッド」にて開催された『ティーンエイジ・ミュータント・ニンジャ・タートルズ』（以降、TMNT）の要素を盛り込んだチームデスマッチ・ドミネーション・ハードポイントのプレイリスト。
カオスニュークタウン
「シーズン03」にて追加された10対10でスコア・タイムリミットが通常時より倍になったニュークタウンで行うチームデスマッチ・ドミネーション・ハードポイント・キルコンファームのプレイリスト。「シーズン03・リローデッド」ではマップがブレイズタウンに変更された『カオスブレイズタウン』が開催された。
ジョイントオペレーション
「シーズン03・リローデッド」にて開催されたセス・ローゲンとのコラボモード。『ペンタスロン』のように5つのゲームモード（ヘッドスタッシュ（ピギーバンクTDMのような変則型チームデスマッチ）、インハイレーション（ドミネーション）、ホットボックス（ハードポイント）、ベリーハイターゲット（キルオーダー）、マンチーズ（キルコンファーム））と誤射なしのハードコア有効化や体力2倍などのMOD効果（最大3～4つ）を2分毎に入れ替えながら行っていく。先に420ポイントを獲得したチームが勝利となる。
ラピッドモッシュピット
「シーズン03・リローデッド」にて開催された常時UAV有効かつゴーストPERKが無効になった環境で行うチームデスマッチ・キルコンファーム・ドミネーション・ハードポイントのプレイリスト。
CoDトゥーンモッシュピット
「シーズン04・リローデッド」にて開催されたセルシェーディング仕様のマップで行う6対6モードのプレイリスト。
パーティーオプス
「シーズン04・リローデッド」にて開催された変則型フリーフォーオール。『ペンタスロン』や『ジョイントオペレーション』のように複数のゲームモード（ガンゲーム、シャープシューター、タグ・フレンジー、テイクアウト、ファイター、ダンスオフ、ミュージカルゾーン、ハイ、チーズ、リーザル・ゲーム）を2分おきに入れ替えながら行っていく。
エイムハイ
「シーズン05」にて開催されたボディアーマー有効かつヘッドショットでキル確定なチームデスマッチ・ドミネーション・ハードポイント・キルコンファームのプレイリスト。

### その他モード・プレイリスト
訓練コース
プロトコルで行う1人プレイ専用のチュートリアルモード。
フェイスオフ モッシュピット
ストライクマップで行うチームデスマッチ・ドミネーション・キルオーダー・キルコンファームのプレイリスト。スコアストリーク無効で一部モードではスコアリミットが通常時と異なる。「シーズン02」では2対2で行う『カップル ダンス オフ』、「シーズン02・リローデッド」ではスコア・タイムリミットが増加した『フェイスオフ エンドゥランス モッシュピット』がそれぞれ期間限定で登場した。
10v10 モッシュピット
プレシーズン期間中に追加。10対10で行うチームデスマッチ・ドミネーション・キルオーダー・キルコンファームのプレイリスト。
24/7プレイリスト
特定のマップ縛りで行うプレイリスト。プレイリストによってプレイ可能なマップやモードが異なる。

## オペレーター

### ローグブラックオプス
ラッセル・"アドラー"
CIA要員。詳細は登場人物を参照。
ヘレン・"パーク"
MI6要員。詳細は登場人物を参照。
フランク・"ウッズ"
CIA要員。詳細は登場人物を参照。
ハシブ・"ナジール"
吹き替え：君嶋哲
ISI要員。コンピューターの専門家。
タミラ・"ウエストポイント"・チェンバース
吹き替え：下田岺易
CIA要員。指導者としてマーシャルとケインを養成した。
ヴィトルド・"バヤン"
吹き替え：越後屋コースケ
ポーランド陸軍出身のオペレーター。ギルドの運転手だった経歴を持つ。
ヤラ・"アルバレス"
吹き替え：高梁りつ
CIA要員。プエルトリコ出身で航空機操縦の専門家。
カラム・"ペイン"
吹き替え：永野善一
イギリス陸軍出身のオペレーター。狙撃の専門家。スキン「私の名は・・・」では『BO』でメイソンとレズノフが着用していた衣装を着用。
トロイ・"マーシャル"
CIA要員。詳細は登場人物を参照。
グレゴリー・"ウィーバー"
CIA要員。詳細はゾンビモードを参照。
"マヤ"・アギナルド
詳細はゾンビモードを参照。スキン「スペシャリストファン」では『BO3』でバッテリーが着用していた装備を、「参加番号115」ではドラマ「イカゲーム」でプレイヤーが着用するシャツを着用。
セヴァティ・"セヴ"・デュマ
詳細は登場人物を参照。「シーズン01」バトルパスの報酬として追加。
"ゴリアテ"
ブラックセル所属の兵士。肉体に火山ガラスの破片が埋め込まれており、黒曜石で作られた鎧を装備している。「シーズン01」のブラックセルパス購入で追加。
"コンペティター(ホーム)"
2025シーズンのCall of Duty Leagueにてホームサイドが使用するオペレーター。「シーズン01」にてランクプレイ報酬もしくはCDLパックバンドルの購入で追加。
"リプレイサー"
BOシリーズの実写PVに度々登場する「仕事代行人」。モデルはPV同様ピーター・ストーメア。「シーズン01」にてバンドルの購入で追加。
"ライオンマスクVIP"
ドラマ「イカゲーム」に登場する黄金のライオンのマスクを被ったVIP。「シーズン01・リローデッド」にてバンドルの購入で追加。
"レオナルド"
『TMNT』に登場する青色のハチマキを巻いたタートルズのリーダーで刀の達人。「シーズン02・リローデッド」にてバンドルの購入で追加。
"ドナテロ"
『TMNT』に登場する紫色のハチマキを巻いたタートルズのリ棒術の達人。「シーズン02・リローデッド」にてバンドルの購入で追加。
"ラファエロ"
『TMNT』に登場する赤色のハチマキを巻いた釵の達人。「シーズン02・リローデッド」にてバンドルの購入で追加。
"ミケランジェロ"
『TMNT』に登場するオレンジ色のハチマキをしたヌンチャクの達人「シーズン02・リローデッド」にてバンドルの購入で追加。
"スプリンター"
『TMNT』に登場する鼠の姿をしたミュータントでタートルズたちの師匠。「シーズン02・リローデッド」にて『TMNTコラボイベント』のプレミアムトラック進行報酬として追加。
ジェイソン・"ハドソン"
詳細は登場人物を参照。「シーズン03」バトルパスの報酬として追加。
"ジェイ"
『ヴュー・アスキューニバース』に登場するモブキャラ。スキン「クロニック」では作中で登場するクロニックの姿になる。「シーズン03」にてバンドルの購入で追加。
"サイレント・ボブ"
『ヴュー・アスキューニバース』に登場するモブキャラ。スキン「ブラントマン」では作中で登場するブラントマンの姿になる。「シーズン03」にてバンドルの購入で追加。
"セス・ローゲン"
実在する俳優兼コメディアンをモデルにしたオペレーター。「シーズン03・リローデッド」にて『HIGH ARTイベント』のプレミアムトラック進行報酬として追加。
ヴィホル・"スティッチ"・クズミン
詳細は登場人物を参照。「シーズン04」バトルパスの報酬として追加。
"ビーバス"
アニメ『ビーバスアンドバットヘッド』の主人公（ボケ担当）。暴飲暴食を起こすと発作で「コーンホリオ」という人格が現れる。「シーズン04・リローデッド」にて『ビーバス・アンド・バットヘッドコラボイベント』のプレミアムトラック進行報酬として追加。
"バットヘッド"
アニメ『ビーバスアンドバットヘッド』の主人公（ツッコミ担当）。「シーズン04・リローデッド」にて『ビーバス・アンド・バットヘッドコラボイベント』のプレミアムトラック進行報酬として追加。
"ロジャー"
アニメ『アメリカン・ダッド』に登場するエイリアン。「シーズン04・リローデッド」にてバンドルの購入で追加。
ローレンス・"シムス"
詳細は登場人物を参照。「シーズン05」バトルパスの報酬として追加。
"ソラス"
ブラックセル所属のオペレーター。黄金の鎧に光輪を纏っている。「シーズン05」にてブラックセルパスの購入で追加。

### クリムゾンワン
"ブルータス" [別名：ウォーデン]
吹き替え：上別府仁資
「ダークエーテル・サーガ」より登場。知性を持つゾンビ。
"クラウス"
吹き替え：佐久間元輝
「ダークエーテル・サーガ」より登場。エリザベス・グレイに製造されたロボット。
ポルタ・"ロッシ"
吹き替え：木村香央里
SISMI出身。ノンバイナリでルタッツィ家と血縁関係を持つ。
ジャクソン・"ケイン"
CIA出身でパンテオンの一員。詳細は登場人物を参照。
アラク・"ニラン"
吹き替え：田口尚明
タイ陸軍・タスクフォース90出身のオペレーター。スキン「参加番号006」ではドラマ「イカゲーム」でプレイヤーが着用するジャージを着用。
アレホ・"トロ"・カラスコ
吹き替え：晴一ユウ
アルゼンチン海軍出身のオペレーター。スキン「圧倒的な喪失感」では『BO2』でメネンデスが着用していた衣装を着用。「アンデッドフット団」ではTMNTに登場するフット団員の姿になる。
ハリー・"ストーン"
吹き替え：黒澤剛史
「BOCW」に続いて登場。SAS出身の傭兵。
テス・"ベイリー"
吹き替え：酒井美沙乃
NSA出身のオペレーター。スキン「兵法」では『BOCW』のカバーアートからインスパイアされた衣装を着用。「フット団」ではTMNTに登場するフット団員の姿になる。
マッケンジー・"カーバー"
詳細はゾンビモードを参照。
エリザベス・"グレイ"
CIA要員。詳細はゾンビモードを参照。スキン「サマンサのパジャマ」では『BO4』でサマンサが着用していたパジャマを着用。
"コンペティター(アウェイ)"
2025シーズンのCall of Duty Leagueにてアウェイサイドが使用するオペレーター。「シーズン01」にてランクプレイ報酬もしくはCDLパックバンドルの購入で追加。
"ヨンヒ"
ドラマ『イカゲーム』に登場する人形。「シーズン01・リローデッド」にてバンドルの購入で追加。
"パンサーマスクVIP"
ドラマ「イカゲーム」に登場する黄金のヒョウのマスクを被ったVIP。「シーズン01・リローデッド」にてバンドルの購入で追加。
"仮面の労働者"
"仮面の兵士"
"仮面の隊長"
ドラマ『イカゲーム』に登場するピンクガードと呼ばれる、上から順に「〇」「△」「□」が描かれた仮面を被ったゲームの運営スタッフ。いずれも「シーズン01・リローデッド」にてバンドルの購入で追加。
"フロントマン"
ドラマ『イカゲーム』に登場する仮面を被ったゲームの運営責任者でピンクガードのリーダー。「シーズン01・リローデッド」にて『イカゲームコラボイベント』のプレミアムトラック進行報酬として追加。
"ヴォルテックス"
ブラックセル所属の暗殺者。「シーズン02」ブラックセルパスの購入で追加。
"ノクターン"
アヴァロンで最も危険とされる刺客一派を率いる謎多き暗殺者。「シーズン02」バトルパスの報酬として追加。
"T-800"[ターミネーター]
ターミネーターシリーズに登場する人間抹殺用アンドロイド。スキン「モデル T-800」では第1作での姿、「エンドチタニウムコア」では金属骨格の姿で登場する。「シーズン02」にてバンドルの購入で追加。
"R0‐Z3"[ロズリン・ローズ・ヘルムズ]
「MWII（2022）」に続いて登場。コルタック兼ブラックセル所属となったためか今作ではセリフがない。「シーズン03」ブラックセルパスの購入で追加。
"メイス"
吹き替え：菊池通武
「MWII（2022）」に続いて登場。Warzone上ではMWII（2022）のメイスとは別キャラとして扱われる。「シーズン03」バトルパスの報酬として追加。
"ジョン・ブラックオプス"
素性は一切不明。「シーズン03」にてイベント『Black Opsトリビュート』のBO6所有者限定報酬として追加。
"オーメン"
ブラックセル所属のオペレーター。世界最凶の犯罪者から恐れられる存在として知られる。「シーズン04」ブラックセルパスの購入で追加。
"イヴ・マッカロ"
映画『バレリーナ:The World of John Wick』の主人公。「シーズン04」にてバンドルの購入で追加。
"トッド"・イアヌッツィ
アニメ『ビーバスアンドバットヘッド』に登場する不良青年。「シーズン04・リローデッド」にて『ビーバス・アンド・バットヘッドコラボイベント』の進行報酬として追加。
"コーチ"・ブラッドリー・バズカット
アニメ『ビーバスアンドバットヘッド』に登場する軍隊上がりの体育教師。「シーズン04・リローデッド」にて『ビーバス・アンド・バットヘッドコラボイベント』の進行報酬として追加。
"スタン"・スミス
アニメ『アメリカン・ダッド』の主人公。「シーズン04・リローデッド」にてバンドルの購入で追加。
"フィッシャーマン"・ベンジャミン・ウィリス
映画『ラストサマー』シリーズに登場する殺人鬼。「シーズン05」にてバンドルの購入で追加。

## ゾンビモード

### ストーリー

#### ターミナス
1991年2月19日3:00。1985年に行われた「ファースト・ドミノ作戦」後にエドワード・リヒトーフェンに捕えられて以来、5年以上フィリピン海に浮かぶ僻地・ターミナス島に幽閉されていたCIAレクイエムチームは、かつての敵であったペックとフィリピン人のマヤの手助けを得て脱獄を試みるが、同時にターミナス島に次元の裂け目が発生する。
その後チームは、サマンサ・マキシスの性格に基づいて設計された人工知能システム『シナプス・アルゴリズム・モジュール (S.A.M.)』によって、リヒトーフェンが「センチネルの神器」の研究に執着していることを知る。
センチネルの神器は、「プリマ・マテリア」と呼ばれる原始的な物質を制御する力を持つ物体で、その痕跡がアヴァロンで発見されていた。そこでは地元の犯罪組織である「フレンチ・シンジケート」が悪魔学者のガブリエル・クラフトを誘拐・尋問していた。センチネルの神器がマキシスをダークエーテルから助け出す鍵になると考えたチームはアヴァロンに向かう。

#### リバティフォールズ
「ターミナス」と同時刻、アメリカ・ウェストバージニア州リバティフォールズにあるCIAの施設でも次元の裂け目が発生。局長のリヒトーフェンが直々に調査しに行くが・・・。

#### シタデル デ モール
2月25日6:50。フランス南域のアヴァロン公国へと辿り着いたウィーバーらはかつて共闘したセルゲイ・ラベノフに会う。
彼はマキシスの情報を得るために「フレンチ・シンジケート」に雇われてクラフトの尋問官の仕事をしていた。

### 登場人物

#### CIA：レクイエム
“オフィサー”グリゴリー・ウィーバー
吹き替え：丹沢晃之
かつてのCIA：レクイエムチームの指揮官。リヒトーフェンに復讐を誓う。
“マック”マッケンジー・カーバー
吹き替え：平林剛
同じく旧CIA：レクイエムチームの部隊編成担当。ウィーバーたちと行動を共にする。30年国のために尽力してきたが、ある日リヒトーフェンの手によって全てを奪われた。本来は前線に出るべき年齢ではないとこぼすが、その腕前は健在。
エリザベス・グレイ
吹き替え：佐野愛
旧CIA：レクイエムチームの自然科学研究者。どちらかというとマッドサイエンティスト寄りの彼女だったが5年間の投獄生活で激変。ゾンビ相手の戦闘を難なくこなし、自分自身の腕前にダジャレを放つなどタフなレディとなった。激変理由は本人曰く「進化へのプレッシャー」。友人であるサマンサ・マキシスを取り戻すことを希望としている。
オスカー・シュトラウス
吹き替え：武田幸史
旧CIA：レクイエムチームの科学者。投獄生活では精神が限界まで苛まれていた。皮肉屋な性格はなお健在。今作では情報分析やヘリの整備などの後方支援を担当する。脱出ヘリの中でエッグサンドを食べてしまうなど、コミカルな部分が演出されるようになった。
“ラプター・ワン”ストーニー・マドックス
吹き替え：伊藤龍世
旧CIA：レクイエムチームのヘリコプターパイロット。脱出ヘリの操縦と整備を担当。シュトラウス曰く「すぐ顔に出てしまうタイプ」でトランプは弱い。

#### その他
ウィリアム・ペック
吹き替え：石井隆之
リヒトーフェンへの復讐のためにレクイエムチームを脱獄させる。
マヤ・アギナルド
吹き替え：新井笙子 
フィリピン人密輸業者。レクイエムチームの脱獄の手助けと引き換えに失踪した弟・ネイサンの捜索をペックに依頼していた。
セルゲイ・ラベノフ
吹き替え：水中雅章
かつてオメガグループの暴走を止めるためレクイエムに協力していたロシア人潜入工作員。
サマンサの情報を得るために、アヴァロンの犯罪組織「フレンチ・シンジケート」で悪魔学者のガブリエル・クラフトの尋問官をしていた。
ガブリエル・クラフト
ヴァンガードに登場した悪魔学者。フレンチ・シンジゲートに囚われている。
「シタデルデモール」にてウィーバーたちがアミュレットを入手する手助けをするが、最終的にゾンビに襲われその生涯を閉じた。今際の際にリヒトーフェンが自分の息子であることを明かした。
サー・アーチボルド・フォザリントン・スマイス
イギリス人探検家。故人。「トゥーム」にて残留思念として登場。アリスター・ローズの依頼によりセンチネルの神器を探索していた。
グレイ曰く「イギリス人らしくひねくれて」おり楽天家。神器探検隊のリーダーであったが残留思念を通じて知られるリーダーとしての手腕はウィーバーたちからは酷評されている。アミュレットを持たない身ながらもセンチネルの神器にあと一歩というところまで辿り着くが、ポートワインのデカンタに偽装したショックミミックの手にかかり命を落とした。
エドワード・リヒトーフェン
吹き替え：青山穣
CIAヤヌス計画局長。妻と一人の息子がいる。

## 作中に登場する用語

### 国家/地域
アヴァロン
地中海沿岸に位置する都市。豪華なカジノやリゾート地などヨーロッパでも有数の観光地だが、同時に複数の犯罪組織によって牛耳られており、ウッズ曰く「腐った金持ちの遊び場」。アヴァロンの組織のいくつかはパンテオンと取引している。

### 組織
パンテオン
キャンペーンにおけるブラックオプスチームの敵対勢力。
本編の十年前ではごく一部の人間にしか存在を知られていないCIAの一支部で、現在は秘密組織である。
クレードルプログラムを推進していたが、後述の事故を受けリヴィングストンはプログラムを停止し、パンテオン支部を解散するも、パンテオンは依然として勤務するCIAのスパイや海外の独裁者・犯罪組織などの人脈を利用して活動を継続し、イラクやヴォルクタの研究所で兵器化されたクレードルの開発・製造を続けていたのだった。
ヨーロッパやアメリカ出身の元兵士達を雇っており、小規模ながら先進国の軍隊並の兵力を有する。
ギルド
アヴァロンを拠点として暗躍している犯罪組織。セヴが元々所属していた。アヴァロンの中で最も強い勢力の1つ。
ルタッツィ・ファミリー
ギルドと同じくアヴァロンを拠点として暗躍している犯罪組織。ゲーム中では「カジノ・ルタッツィ」を運営している。
ローグブラックオプス
マルチプレイヤーに登場する勢力。CIA内部がパンテオンに侵食されていると気付いたウッズなどCIA工作員により創設され、地下に潜りかつての敵であった犯罪組織などと同盟しながらパンテオンへの反撃を目指す。
クリムゾンワン
マルチプレイヤーに登場する勢力。表向きはローグ・ブラックオプスを排除するためのCIA機関ということになっているが、実はパンテオンの二重スパイであるジャクソン・ケインが統率している。

### 兵器
クレードル
生物化学兵器。元々、戦闘能力と身体能力が強化された新世代の工作員を生み出すために開発された。しかし被験者を制御不能で暴力的にする副作用を抑えられず、パンテオンはクレードルを強壮薬ではなく生物兵器として運用することにした。
主人公のケースは最初で最後のクレードル実験台（Case1）の一人であった。実験を生き延びた彼らは副作用に対する怒りに任せて施設を破壊しバイオハザードを発生させ、研究所は封鎖を余儀なくされた。

## コラボレーション

### 2024年
- モンスターエナジー（10～11月）[37]
- Twitch（10月）[38]
- EE (企業)（10月、イギリスのみ）[39]
- パパ・ジョンズ・ピザ（10月、イギリスのみ）[40]
- リトル・シーザーズ（10～11月、対象はアメリカ合衆国、カナダ、メキシコ）[41]

### 2025年
- イカゲーム2（1月）[42]
- ターミネーター（T1）（2月）[43]
- ティーンエイジ・ミュータント・ニンジャ・タートルズ（2～3月）[44]
- ヴュー・アスキューニバース（英語版）（ジェイ&サイレント・ボブ 帝国への逆襲・リブートを阻止せよ!）（4月）[45]
- セス・ローゲン（5月）[46]
- バレリーナ:The World of John Wick（6月）[47]
- ビーバスアンドバットヘッド（7月）
- アメリカン・ダッド（7月）
- ラストサマー（8月）

## 反応

### 表彰

#### 2024年
- The Game Awards
  - ノミネート：「Best Audio Design」、「Innovation in Accessibility」、「Best Action Game」、「Best Multiplayer Game」[57]

#### 2025年
- D.I.C.E. Awards
  - ノミネート：「Action Game of the Year」、「Online Game of the Year」、「Outstanding Achievement in Animation」[58]
- ゲーム・デベロッパーズ・チョイス・アワード
  - Honorable Mentions：「Best Technology」[59]
- 英国アカデミー賞ゲーム部門
  - ノミネート：「Animation」、「Multiplayer」、「Technical Achievement」、「Performer in a Leading Role」（Y'lan Noel as トロイ・マーシャル）[60]

### 売り上げ
2024年のゲームソフトの年間売り上げでは、アメリカで1位、ヨーロッパで2位となった。PS5における2024年のダウンロードランキングでは、アメリカおよびカナダで1位、日本で7位。Steamの「2024年 年間ベスト」では、売上上位のプラチナを獲得した。

### 発売禁止
本作はクウェート国での発売が直前に禁止された。理由は明らかでないが湾岸戦争の舞台設定が原因と考えられている。

## 国内の公式大会
- 2024年12月、オフライン大会の「BO6 Kickoff Tournament」が開催された。ASH WINDER EsportsARENA 高田馬場店でプレイオフが行われ、S1Yuq、MISAE_DX、inaba、Rumiqが所属するxTiesが優勝した[66]。
- 2025年3月、「CoD:BO6 - Elite Series」がオンラインで開催された。Kosakanachan、funny、Peiperry、みそすうぷが所属するPenny'sが優勝した[67]。
- 6月、「CoD:BO6 - Elite Series II」が開催され、canon_taka、すかいの子、Zesty、みそすうぷが所属するDyNamisが優勝した[68]。